# Tchajwanská hokejová reprezentace
Tchajwanská hokejová reprezentace je národní hokejové mužstvo Tchaj-wanu. Hokejová federace sdružuje 899 registrovaných hráčů (z toho 88 seniorů), majících k dispozici 4 haly s umělou ledovou plochou. Tchaj-wan je členem Mezinárodní federace ledního hokeje od 1. září 1983. Hokejisté Tchaj-wanu jsou účastníci divize III MS 2017, 2018 a 2019.

## Mezistátní utkání Tchaj-wanu
13. 3. 1987  Hongkong 2:2 Tchaj-wan 
17. 3. 1987  Austrálie 31:3 Tchaj-wan 
18. 3. 1987  Jižní Korea 24:2 Tchaj-wan 
20. 3. 1987  Nový Zéland 12:1 Tchaj-wan 
7. 3. 2005  Tchaj-wan 5:3 Thajsko 
8. 3. 2005  Hongkong 6:2 Tchaj-wan 
17. 12. 2005  Tchaj-wan 11:4 Thajsko 
24. 4. 2008  Tchaj-wan 3:1 Thajsko 
24. 4. 2008  Hongkong 2:1 Tchaj-wan 
25. 4. 2008  Tchaj-wan 2:1 Singapur 
25. 4. 2008  Tchaj-wan 9:0 Macao 
26. 4. 2008  Tchaj-wan 5:2 Malajsie 
30. 3. 2010  Tchaj-wan 7:0 Mongolsko 
31. 3. 2010  Tchaj-wan 3:1 Hongkong 
2. 4. 2010  Spojené arabské emiráty 2:1 Tchaj-wan 
3. 4. 2010  Tchaj-wan 4:2 Thajsko 
4. 4. 2010  Tchaj-wan 3:2 Spojené arabské emiráty 
31. 1. 2011  Jižní Korea 22:0 Tchaj-wan 
1. 2. 2011  Japonsko 18:0 Tchaj-wan 
3. 2. 2011  Kazachstán 35:0 Tchaj-wan 
4. 2. 2011  Čína 10:1 Tchaj-wan 
19. 3. 2012  Kuvajt 12:2 Tchaj-wan 
20. 3. 2012  Thajsko 14:0 Tchaj-wan 
22. 3. 2012  Spojené arabské emiráty 14:0 Tchaj-wan 
23. 3. 2012  Malajsie 3:0 Tchaj-wan 
17. 3. 2013  Tchaj-wan 13:1 Kuvajt 
18. 3. 2013  Tchaj-wan 2:1 Spojené arabské emiráty 
20. 3. 2013  Tchaj-wan 7:2 Thajsko 
21. 3. 2013  Tchaj-wan 9:1 Malajsie 
22. 3. 2013  Tchaj-wan 11:0 Macao 
23. 3. 2013  Tchaj-wan 21:0 Kuvajt 
24. 3. 2013  Tchaj-wan 4:2 Hongkong 
16. 3. 2014  Tchaj-wan 10:3 Mongolsko 
17. 3. 2014  Tchaj-wan 16:1 Kuvajt 
19. 3. 2014  Tchaj-wan 15:1 Thajsko 
20. 3. 2014  Tchaj-wan 5:2 Spojené arabské emiráty 
22. 3. 2014  Tchaj-wan 7:1 Hongkong 
15. 3. 2015  Tchaj-wan 30:0 Macao 
16. 3. 2015  Tchaj-wan 9:0 Thajsko 
18. 3. 2015  Tchaj-wan 8:2 Mongolsko 
19. 3. 2015  Tchaj-wan 5:4 Spojené arabské emiráty 
13. 3. 2016  Tchaj-wan 8:1 Thajsko 
15. 3. 2016  Tchaj-wan 14:2 Singapur 
16. 3. 2016  Tchaj-wan 18:2 Mongolsko 
18. 3. 2016  Tchaj-wan 6:1 Spojené arabské emiráty 
18. 2. 2017  Tchaj-wan 10:3 Spojené arabské emiráty 
20. 2. 2017  Tchaj-wan 5:4 Hongkong 
21. 2. 2017  Tchaj-wan 11:1 Singapur 
23. 2. 2017  Thajsko 3:2 Tchaj-wan 
25. 2. 2017  Tchaj-wan 6:2 Mongolsko 
10. 4. 2017  Bulharsko 3:0 Tchaj-wan 
11. 4. 2017  Tchaj-wan 5:0 Bosna a Hercegovina 
Tchaj-wan vyhrál kontumačně 5:0.
13. 4. 2017  Hongkong 5:2 Tchaj-wan 
15. 4. 2017  Tchaj-wan 5:0 Spojené arabské emiráty 
16. 4. 2017  JAR 7:3 Tchaj-wan 
16. 4. 2018  Tchaj-wan 5:1 Hongkong 
17. 4. 2018  Tchaj-wan 5:2 JAR 
19. 4. 2018  Bulharsko 7:2 Tchaj-wan 
20. 4. 2018  Turecko 4:2 Tchaj-wan 
22. 4. 2018  Gruzie 11:2 Tchaj-wan 
22. 4. 2019  Tchaj-wan 5:4 Turkmenistán 
23. 4. 2019  Tchaj-wan 5:4 Lucembursko 
25. 4. 2019  Turecko 7:4 Tchaj-wan 
26. 4. 2019  Bulharsko 11:2 Tchaj-wan 
28. 4. 2019  JAR 9:7 Tchaj-wan 